# 4 gewinnt (Album)
4 gewinnt ist das zweite Studioalbum deutschen Hip-Hop-Band Die Fantastischen Vier. Es wurde am 28. August 1992 veröffentlicht. 2009 erschien anlässlich des 20. Bühnenjubiläums der Band eine digital überarbeitete Version des Albums, die auch Bonustitel enthält.

## Stil
4 gewinnt führt den Stil des Vorgängeralbums Jetzt geht’s ab fort. Die Texte behandeln gleichfalls jugendliche Themen wie Beziehungen (Thomas und die Fraun, Die da!?!) und Sex (Saft), wie auf Jetzt geht's ab ist letztmals auch ein Diss-Track (Arschloch) enthalten.

## Titelliste
Musik und Text aller Stücke von Andreas Rieke, Michael B. Schmidt, Thomas Dürr, Michael DJ Beck (Reihenfolge wie Album-Booklet), außer bei der Musik des Stücks Saft, der von John Guldberg und Tim Stahl komponiert wurde. 
| Nr. | Titel                           | Länge |
| --- | ------------------------------- | ----- |
| 1.  | Vier gewinnt                    | 3:52  |
| 2.  | Die da!?!                       | 4:11  |
| 3.  | Hört euch den hier an           | 1:32  |
| 4.  | Saft                            | 4:36  |
| 5.  | Dicker Pulli                    | 1:40  |
| 6.  | Na gut                          | 3:03  |
| 7.  | Einen noch                      | 0:32  |
| 8.  | Es wird Regen geben             | 3:35  |
| 9.  | Nenn ihn Präsident (nur auf CD) | 2:12  |
| 10. | Plattenspieler (nur auf CD)     | 1:18  |
| 11. | Hip Hop Musik                   | 4:38  |
| 12. | Laß die Sonne rein              | 4:09  |
| 13. | Thomas und die Fraun            | 3:14  |
| 14. | Nonixnarretz                    | 0:40  |
| 15. | Jaaa                            | 3:35  |
| 16. | Reich (nur auf CD)              | 1:30  |
| 17. | Individuell aber schnell        | 3:52  |
| 18. | Arschloch                       | 13:11 |

## Singleauskopplungen
| Jahr | Titel                | Höchstplatzierung, Gesamtwochen, AuszeichnungChartplatzierungen (Jahr, Titel, , Platzierungen, Wochen, Auszeichnungen, Anmerkungen) | Höchstplatzierung, Gesamtwochen, AuszeichnungChartplatzierungen (Jahr, Titel, , Platzierungen, Wochen, Auszeichnungen, Anmerkungen) | Höchstplatzierung, Gesamtwochen, AuszeichnungChartplatzierungen (Jahr, Titel, , Platzierungen, Wochen, Auszeichnungen, Anmerkungen) | Anmerkungen                                                 |
| Jahr | Titel                | DE | AT | CH | Anmerkungen                                                 |
| ---- | -------------------- | --- | --- | --- | ----------------------------------------------------------- |
| 1992 | Die da!?!            | DE2 Gold · (28 Wo.)DE | AT1 Gold · (12 Wo.)AT | CH1 (24 Wo.)CH | Erstveröffentlichung: 7. September 1992 Verkäufe: + 275.000 |
| 1992 | Saft                 | DE19 (12 Wo.)DE | — | CH38 (2 Wo.)CH | Erstveröffentlichung: 1992                                  |
| 1993 | Lass’ die Sonne rein | DE92 (3 Wo.)DE | — | — | Erstveröffentlichung: 26. April 1993                        |

## Rezeption

### Rezensionen
Vor allem die eingängige Single Die da!?! verschaffte der Band erstmals regelmäßiges Airplay und somit einen Bekanntheitsgrad über den Status eines Geheimtipps hinaus. Außerhalb des deutschsprachigen Raumes blieb die Reaktion der Kritiker jedoch eher verhalten; so bekam das Album vom All Music Guide lediglich 2,5 von 5 Sternen.

### Chartplatzierungen
Das Album 4 gewinnt erreichte in Deutschland, Österreich und der Schweiz jeweils Platz 3 der Albumcharts und avancierte zum ersten Chartalbum der Band.
| ChartsChartplatzierungen | Höchstplatzierung | Wochen |
| ------------------------ | ----------------- | ------ |
| Deutschland (GfK)        | 3 (44 Wo.)        | 44     |
| Österreich (Ö3)          | 3 (17 Wo.)        | 17     |
| Schweiz (IFPI)           | 3 (20 Wo.)        | 20     |

| ChartsJahrescharts (1992) | Platzierung |
| ------------------------- | ----------- |
| Deutschland (GfK)         | 56          |

| ChartsJahrescharts (1993) | Platzierung |
| ------------------------- | ----------- |
| Deutschland (GfK)         | 18          |
| Österreich (Ö3)           | 27          |
| Schweiz (IFPI)            | 23          |

### Auszeichnungen für Musikverkäufe
| Land/Region        | Auszeichnungen für Musikverkäufe (Land/Region, Auszeichnung, Verkäufe) | Verkäufe |
| ------------------ | ---------------------------------------------------------------------- | -------- |
| Deutschland (BVMI) | 3× Gold                                                                | 750.000  |
| Österreich (IFPI)  | Platin                                                                 | 50.000   |
| Schweiz (IFPI)     | Gold                                                                   | 25.000   |
| Insgesamt          | 2× Gold · 2× Platin ·                                                  | 825.000  |

## Trivia
Die Melodie des Refrains von Die da!?! entstammt dem Stück Right Down Here der indischen Musikerin Asha Puthli. Die Samples mit dem Wortlaut Wer ist sie? und Sie ist wunderschön! in diesem Lied stammen aus Krieg der Sterne und werden von Luke Skywalker gesprochen. Für Nonixnarretz wurde Godfather runnin' the joint von James Brown gesamplet. Der Song White Horse des dänischen Popduos Laid Back wurde wiederum für den Song Saft gesampelt.
Auf der LP-Version ist das letzte Stück Arschloch unendlich lang, da der sonore Ton am Ende des Liedes in eine Endlosrille geführt wird und daher so lange weiterläuft, bis man die Wiedergabe manuell beendet. Auf der CD war dies technisch nicht möglich; hier wird der Ton bis etwa Minute 13:10 in ganzer Lautstärke gehalten und bis Minute 13:11 ausgeblendet. Auf der CD wurde während des Tons außerdem noch das Knacken für das Wiedereinspringen der Nadel in die Endlosschleife künstlich eingemischt, um der LP-Version näher zu kommen.